# Harriman Historic District

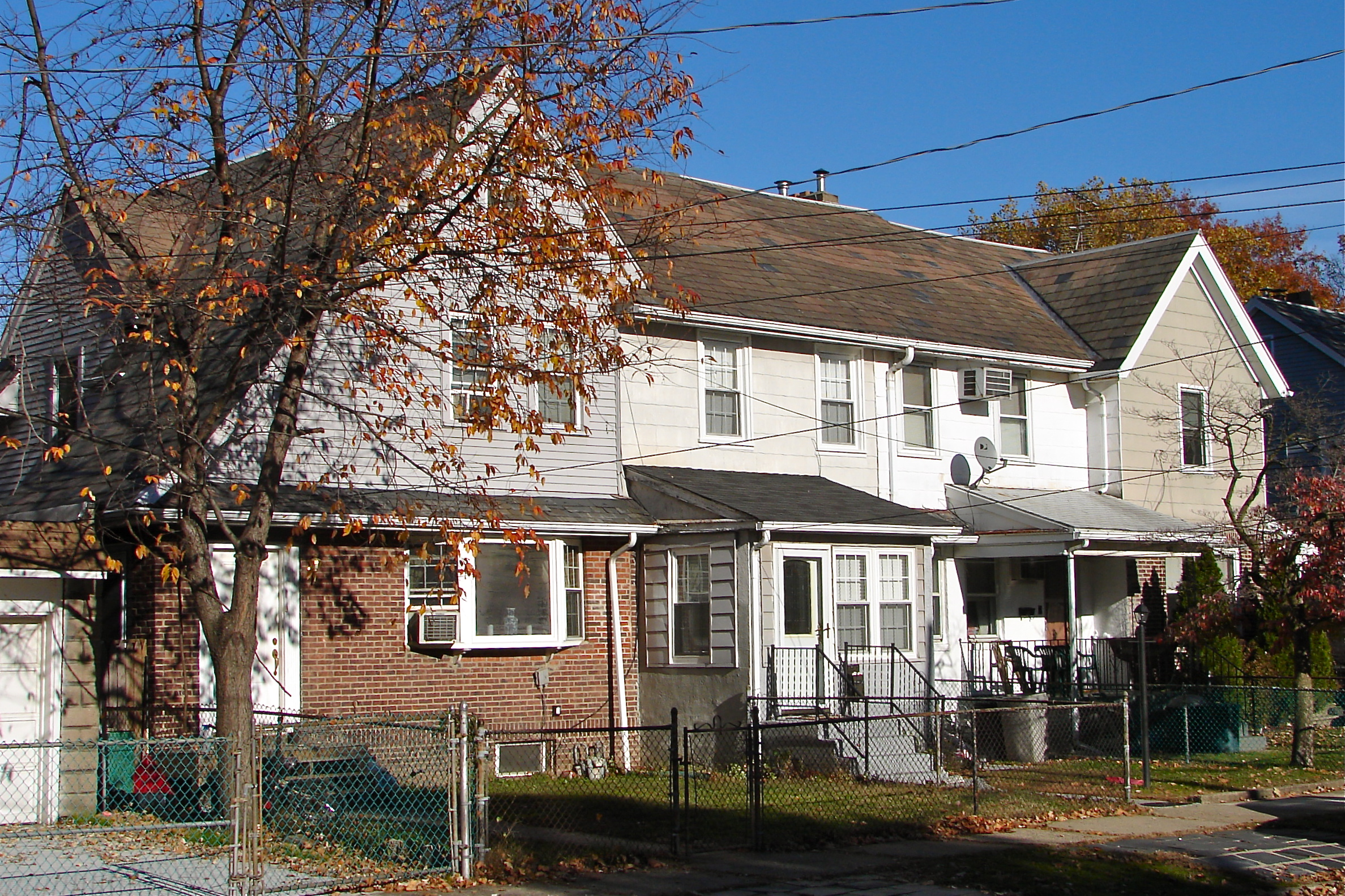
Typisches Haus im Harriman Historic District

Der Harriman Historic District ist ein Gebäudeensemble im nördlichen Teil von Bristol, Pennsylvania, in den Vereinigten Staaten. Es handelt sich um ein 6,8 Hektar großes Wohngebiet mit 109 Gebäuden, zumeist Wohnhäuser, und der örtlichen Secondary School.
Der Bautätigkeit begann hier zu Beginn des 20. Jahrhunderts und erreichte seinen Höhepunkt, als die Vereinigten Staaten 1917 in den Ersten Weltkrieg eintraten. Die Emergency Fleet Corporation (EFC) beauftragte ein Bauunternehmen mit Sitz in Massachusetts, Wohnhäuser zur Unterbringung der Arbeiter zu errichten, die auf der nahegelegenen Werft beschäftigt waren, die von der Merchant Shipbuilding Corporation (MSC) betrieben wurde. Das Projekt in Bristol entwickelte sich zum größten Einzelprojekt, das die EFC durchführte.
Um 1921 ging die Produktion auf der Werft zurück, was durch eine Flaute im Schiffbau in den Nachkriegsjahren verursacht wurde. Die Werft wurde deswegen von der Regierung geschlossen und viele der Wohnhäuser wurden versteigert.  Am 30. April 1987 wurde das Viertel mit dem noch vorhandenen historischen Bestand als Historic District in das National Register of Historic Places aufgenommen.

## Beschreibung
Der geschützte Bezirk hat eine leicht ovale Form, seine Grenzen werden im Norden und Süden durch East und West Circle gebildet, im Osten reicht er bis an die Farragut Avenue und im Westen bis zur Trenton Avenue. Von den 109 Gebäuden in diesem Gebiet sind mit Ausnahme von fünf alle zum historischen Charakter des Bezirks beitragende Bauten.
Bei der Planung des Projektes strebten die Architekten danach, nicht nur der puren Unterbringung der Bewohner zu dienen, sondern die Familienhäuser soweit es praktikabel war,  individuell zu gestalten. Die meisten dieser Häuser sind in den Baustilen Tudor Revival oder Colonial Revival erbaut, die Erdgeschosse sind aus sichtbaren Backsteinen gemauert, die Obergeschosse verputzt oder bestehen aus verzierten Holzkonstruktionen. Die Häuser haben breite Veranden und steil hochgezogene Satteldächer.
Das einzige größere noch existierende nicht zu Wohnzwecken dienende Bauwerk ist die heutige Bristol Junior/Senior High School. Andere Bauwerke wie das Hotel und das Restaurant wurden schon vor Jahren abgerissen, um Platz für andere Wohnhäuser zu machen. Die Straßen in dem Viertel, von denen viele die Namen von US-Präsidenten tragen, sind breit und von Bäumen gesäumt.
Bestandteil des Bezirks sind auch sechs Reihen von Werkswohnungen, die 1907 von der nicht mehr bestehenden Standard Cast Iron Pipe & Foundry Company. Diese Häuser mit ihrem einheitlichen Aussehen bilden einen scharfen Kontrast zu den individuell gestalteten Häusern, deren Bau die EFC in Auftrag gab.

## Geschichte
Der Eisenbahnmogul W. Averell Harriman, der den Kriegseintritt der Vereinigten Staaten in den Ersten Weltkrieg erwartete, gründete 1917 die Merchant Shipbuilding Corporation (MSC), um Handelsschiffe zu bauen, die dann benötigt wurden. Harriman erwarb die alte Werft John Roach & Sons am Delaware River in Chester, Pennsylvania. Er kaufte auch Gelände am Ufer des Flusses oberhalb von Bristol, das der bankrotten Standard Cast Iron Pipe & Foundry Company gehörte. Er plante, an dieser Stelle eine modernere Werft zu erbauen. Nach dem Kriegseintritt der Vereinigten Staaten handelte Harriman mit der Emergency Fleet Corporation ein Abkommen aus, nach der die EFC die Werft in Bristol erbaute und das Gelände von der MSC leaste. Im Gegenzug ließ die MSC vierzig Frachter mit einer Tonnage von 9000 Tonnen für einen Fixpreis auf der Werft bauen. Die ersten Schiffe wurden im September 1917 auf Kiel gelegt und das erste Schiff wurde im August 1918 zu Wasser gelassen.
Die von der EFC erbaute Werft zog 11.000 Arbeiter und deren Familien nach Bristol, sodass der lokale Immobilienmarkt sehr schnell leergefegt war. Bestrebungen, das Gebiet zu einer Kriegszone zu erklären, um zur Unterbringung der Arbeiter bestehenden Wohnraum zu beschlagnahmen, schlugen fehl. Die EFC entschied sich daher zum Beginn eines ambitionierten Wohnungsbauprojektes. Das Projekt wurde im Dezember 1917 vom Kongress der Vereinigten Staaten genehmigt, der 35 Millionen US-Dollar zu diesem Zweck freigab.
Das Siedlungsprojekt in Bristol war das größte Einzelprojekt, das die EFC durchführte. Es entstand ein komplettes neues Stadtviertel, das den Namen „Harriman“ erhielt. Der Bau begann im März 1918 und im Juli wurden die ersten Häuser fertiggestellt. Wegen hoher Mieten zögerten die Werftarbeiter allerdings mit dem Bezug. Nach der Fertigstellung bestand das neue Stadtviertel aus 320 Häusern, 278 Wohnungen und 22 Wohnheimen, insgesamt wurden so 3800 Arbeiter und ihre Familien untergebracht. Der neue Stadtteil verfügte über eigenständige Netze zur Versorgung mit Wasser und Strom sowie zur Abwasserentsorgung. 212 Wohnungen und 66 Einfamilienhäuser waren an ein zentrales Heizsystem angebunden. Das Wohnungsbauprojekt umfasst außerdem 18 Läden, eine Schule, ein Krankenhaus mit vierzig Betten, ein Hotel mit 500 Zimmern und ein Restaurant, das täglich 12.000 Mahlzeiten servieren konnte.
Trotz des großen Aufwands, der in den Bau der Werft und der neuen Siedlung gesteckt wurde, wurde vor Kriegsende kein einziges Schiff fertiggestellt. Sowohl die EFC als auch Harriman erwarteten jedoch einen Boom im Schiffbau während der Nachkriegszeit, sodass entschieden wurde, alle vierzig ursprünglich bestellten Schiffe zu bauen. Diese Erwartungen erfüllten sich nicht, da dem Krieg eine Flaute im Schiffbau folgte. 1921 hatte die Werft keine Aufträge mehr und wurde im Februar dieses Jahres geschlossen. Die Regierung ließ im Anschluss die Häuser in dem Stadtviertel stückweise versteigern, konnte aber nur 870.000 US-Dollar erlösen – bei Baukosten von insgesamt 5,6 Millionen. Harriman wurde dann in Bristol eingemeindet.
Der Harriman Historic District ist bedeutend im Zusammenhang mit der Mobilmachung während des Ersten Weltkrieges. Es handelt sich um das größte Siedlungsprojekt, das durch die EFC unternommen wurde und seine relativ große Integrität als Beispiel einer von der Regierung geplanten und finanzierten Wohnsiedlung aus der Zeit des Ersten Weltkrieges.